# فرانسينا يورك
فرانسينا يورك (بالإنجليزية: Francine York)‏ هي عارضة وممثلة أمريكية، ولدت في 26 أغسطس 1936 بأورورا في الولايات المتحدة، وتوفيت في 6 يناير 2017 بفان نويس في الولايات المتحدة بسبب سرطان.

## أعمال

### أفلام
- (2000) رجل العائلة[5]

### مسلسلات
- باتمان
- بيفرلي هيلز 90210

## وصلات خارجية
- فرانسينا يورك على موقع IMDb (الإنجليزية)
- فرانسينا يورك على موقع روتن توميتوز (الإنجليزية)
- فرانسينا يورك على موقع ألو سيني (الفرنسية)
- فرانسينا يورك على موقع تيرنر كلاسيك موفيز (الإنجليزية)
- فرانسينا يورك على موقع أول موفي (الإنجليزية)
- فرانسينا يورك على موقع قاعدة بيانات الأفلام السويدية (السويدية)
- فرانسينا يورك على موقع قاعدة بيانات الفيلم (الإنجليزية)
- فرانسينا يورك على موقع كينوبويسك (الروسية)